# Neoptilia tora
Neoptilia tora – gatunek błonkówki  z rodziny obnażaczowatych i podrodziny Sterictiphorinae.

## Taksonomia
Gatunek ten został opisany przez Davida Smitha w 1971 roku. Holotyp odłowiono 2 czerwca 1930 roku w miejscowości Maxwell w Hrabstwie Caldwell w Teksasie. Paratyp odłowiono 19 września 1968 roku w San Antonio.

## Zasięg występowania
Ameryka Północna, występuje na obszarze od środkowego Teksasu w USA po płn. część stanu Coahuila w Meksyku.

## Budowa ciała

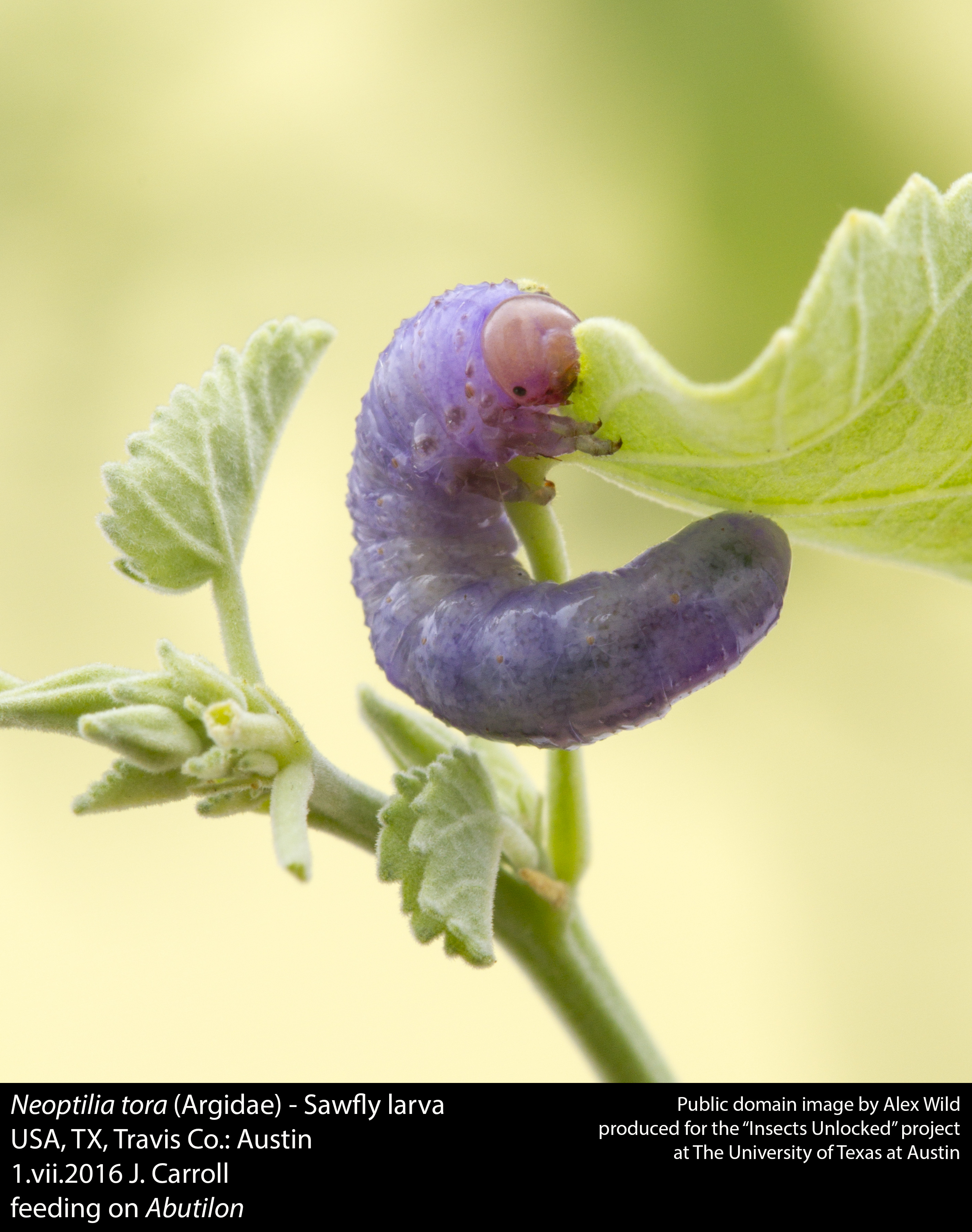
gąsienica

Imago osiąga 6,2-7 mm długości.
Najmłodsze gąsienice są ubarwione zielonkawo, później przybierają charakterystyczne, purpurowe ubarwienie. Imago mają głowę i odwłok czarne oraz pomarańczowy tułów.

## Biologia i ekologia
Imago spotyka się od maja do września, zaś larwy od kwietnia do listopada.
Roślinami żywicielskimi są różne rośliny z rodziny ślazowatych, w tym Allowissadula holosericea i Abutilon fruticosum. Gąsienice żerują, oraz przepoczwarczają się gromadnie.